# Prociphilus umarovi
Prociphilus umarovi är en insektsart. Prociphilus umarovi ingår i släktet Prociphilus och familjen långrörsbladlöss. Inga underarter finns listade i Catalogue of Life.